# Centromyrmex hamulatus
Centromyrmex hamulatus is een mierensoort uit de onderfamilie van de Ponerinae. De wetenschappelijke naam van de soort is voor het eerst geldig gepubliceerd in 1925 door Karavaiev.